# Otto Fleischmann (Psychoanalytiker)
Otto Fleischmann (* 24. Januar 1896 in Mór, Österreich-Ungarn; † 8. Januar 1963 in New York City) war ein austroamerikanischer Psychoanalytiker.

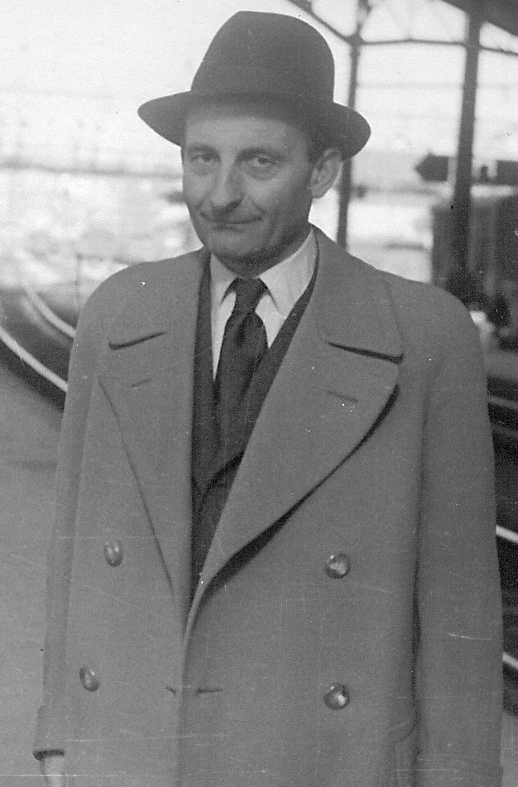
Otto Fleischmann (1948). Urheberrechte unklar

## Leben
Fleischmann wuchs in Wien auf. Er studierte Jura, promovierte und war zunächst als Rechtsanwalt tätig. Er wurde von August Aichhorn analysiert. Er war ein Schüler Sigmund Freuds in Wien, wo er auch andere Psychoanalytiker wie Anna Freud kennenlernte. Nach dem Anschluss Österreichs 1938 musste er als Jude nach Ungarn fliehen, wo er in Mór Weingärten besaß. Für eine Aufnahme in die Ungarische Psychoanalytische Vereinigung musste er allerdings seine Ungarischkenntnisse aufbessern.
Nach der Besetzung Ungarns im April 1944 wurde er im Herbst 1944 in Budapest von Raoul Wallenberg unter den diplomatischen Schutz des schwedischen Außenministeriums gestellt. Er selbst unterstützte die Tätigkeit Wallenbergs und motivierte den Ungarn Károly Szabó, bei den Rettungsaktionen Wallenbergs mitzuwirken. Szabós „Verkleidung mit  Ledermantel als Geheimpolizist“ war wohl seine Idee. Im Nachlass von Otto Fleischmann befindet sich ein Bericht, dass die erste erfolgreiche Aktion im Dezember 1944 von Károly Szabó als „Geheimpolizist“ die Rettung des Lebens von Otto Fleischmann und Pál Hegedűs war.
Nach Kriegsende ging Fleischmann zurück nach Wien, wo er wieder mit dem Psychoanalytiker Aichhorn zusammenarbeitete und Mitglied der Wiener Psychoanalytischen Vereinigung wurde. Raoul Schindler und Hedda Eppel gehörten zu denen, die bei ihm eine Lehranalyse machten.
Fleischmann emigrierte in die USA und arbeitete fortan im Menninger Sanatorium in Topeka bei Karl Menninger. Fleischmann war dort seit 1956 Direktor und Leiter des Psychoanalytischen Instituts. 1962 besuchte ihn Anna Freud.

## Schriften (Auswahl)
- Beitrag in: Paul Federn, Heinrich Meng (Hrsg.): Das Psychoanalytische Volksbuch : Seelenkunde, Hygiene, Krankheitskunde, Kulturkunde. Bern: Huber, 1939.